# 山下弘資
山下 弘資（やました こうすけ、1988年7月7日 - ）は、日本の元ラグビーユニオン選手。

## プロフィール
- 福岡県大野城市出身。
- ポジションはナンバーエイト(No.8)、フランカー(FL)。
- 身長 185cm、体重 102kg
- ニックネームはぴー。
- U19日本代表に選ばれたことがある[1]。

## 略歴
10歳からラグビーを始めた。
2007年、筑紫高校卒業後、中央大学に入る。なお筑紫高校時代、高校日本代表候補に選ばれたことがある
2011年、中央大学卒業後、NTTコミュニケーションズシャイニングアークスに加入。
2012年12月2日に行われたジャパンラグビートップリーグ第9節の神戸製鋼コベルコスティーラーズ戦に先発出場で公式戦初出場を果たす。 
2021年、現役を引退した。